# 29 Batalion Łączności
29 batalion łączności – samodzielny pododdział  łączności ludowego Wojska Polskiego.
Wchodził w skład 15 Dywizji Zmechanizowanej. Stacjonował w garnizonie Olsztyn. Jego tradycje przejął 15 Olsztyński batalion dowodzenia. Rozformowany razem z dywizją.

## Struktura organizacyjna
Dowództwo i sztab
- stacja szyfrowa
- kompania radiowa
  - pluton wozów dowodzenia
  - 1 pluton radiowy
  - 2 pluton radiowy
- kompania telefoniczno – telegraficzna
  - pluton transmisji informacji
  - pluton radioliniowo – kablowy
  - pluton łączności wewnętrznej i zasilania
- pluton łączności TSD
- Wojskowa Stacja Pocztowa
- pluton remontowy
- pluton zaopatrzenia
- pluton medyczny